# 정말
<정말>은 대한민국의 여성 싱어송라이터  장덕의 작품으로 장덕이 오빠 장현과 함께 결성한 그룹 현이와 덕이에 의해 발표된 곡이다. 1977년 영화 선생님 안녕의 OST로 처음 발표되었으며(선생님 안녕은 장현이 주연으로, 장덕이 장현의 여동생 역으로 단역 출연한 영화이기도 하다.) 1978년 현이와 덕이의 정규 1집 《순진한 아이》에서 재편곡되어 다시 실리기도 했다. 《순진한 아이》에 실린 버전은 선생님 안녕의 OST 버전보다 40초가량 곡이 더 길다. 이 곡이 음반을 통해 처음 취입된 것은 1977년이지만 사실 1975년 장덕이 만 열 네살이던 중학교 2학년 때 만든 곡으로 현이와 덕이가 드래곤 래츠라는 듀엣명으로 미8군 부대에서 많은 사랑을 받으며 새터데이 쇼에 출연했을 당시 <꼬마인형>< <순진한 아이>, <일기장> 등과 함께 주된 레퍼토리로 사용된 곡이다.